# 2012年澳門勞動節遊行

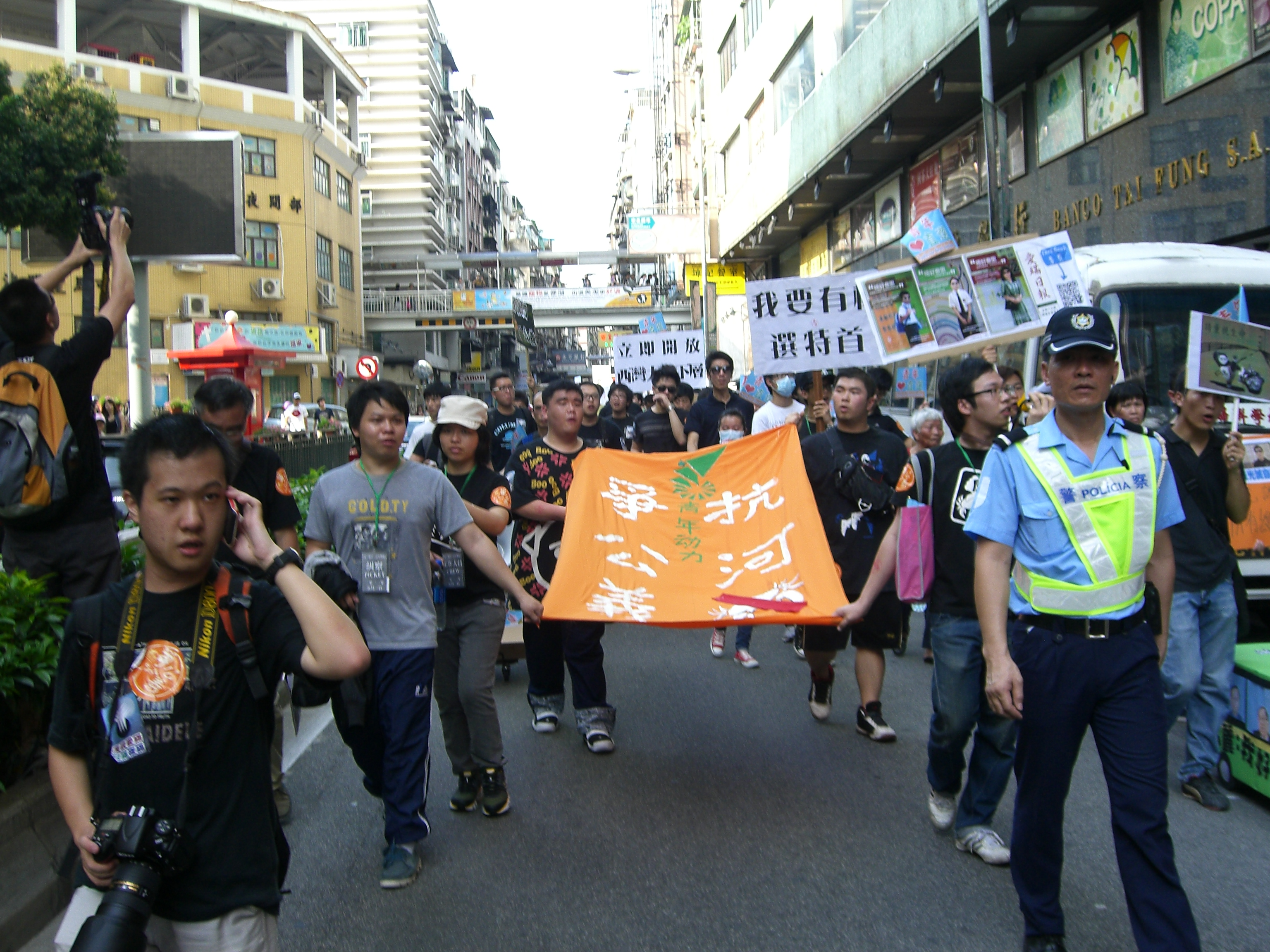
澳門青年動力為首的遊行隊伍經過水坑尾街情況

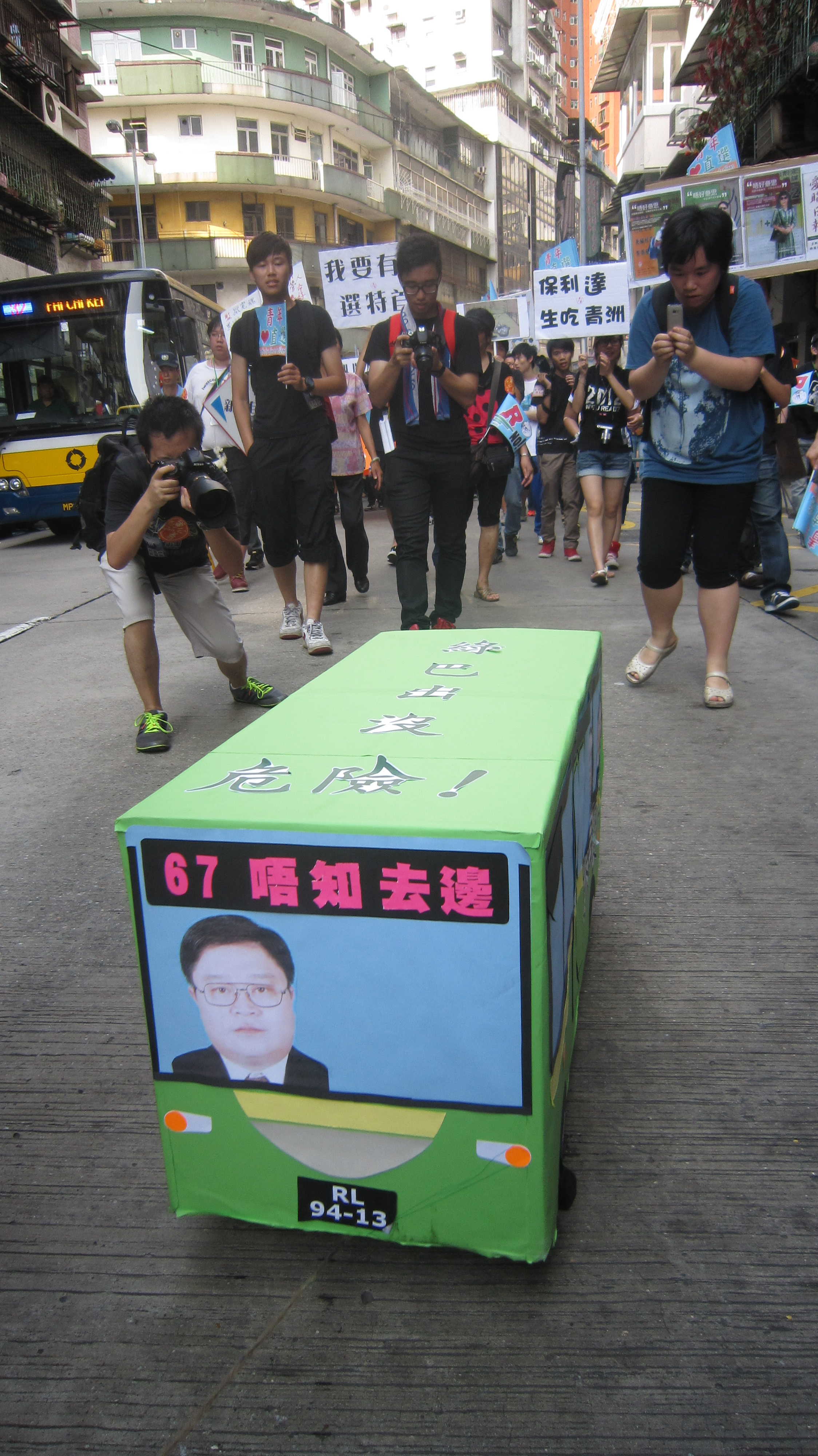
市民不滿維澳蓮運巴士服務

2012年澳門勞動節遊行分別由五個團體及組織於2012年5月1日下午各自發起的遊行以就澳門的社會問題向有關當局表達訴求，遊行人士亦包括澳門青年、澳門傳媒組織、勞工團體，而遊行中也有澳門立法會議員參與。是次多個遊行中雖然出現了少許警民對峙情況，但是自2010年澳門勞動節遊行後沒有發生警民衝突的又一次遊行。

## 遊行前

### 背景

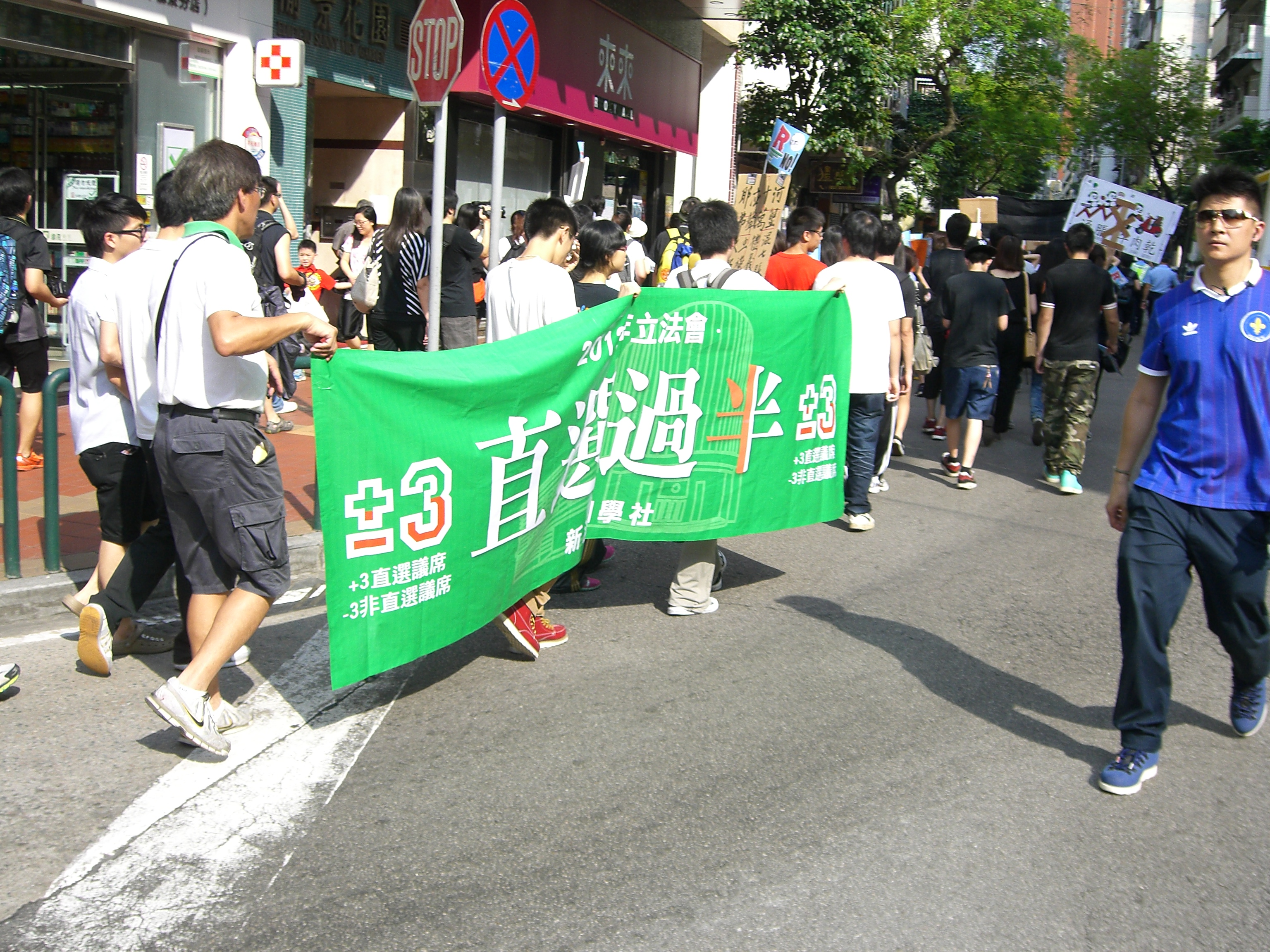
部分遊行人士不滿當局的政改方案

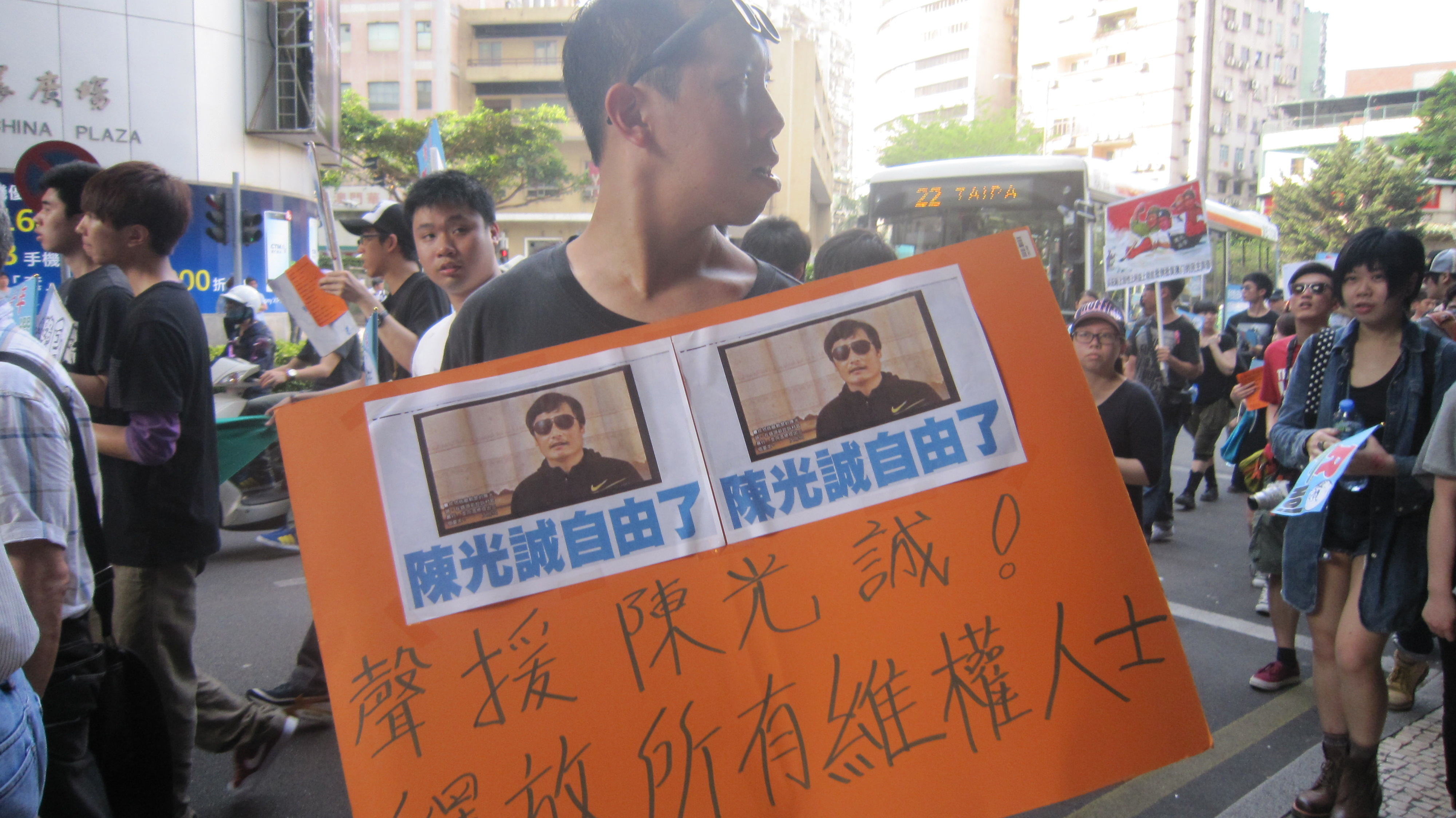
利建潤手持聲援陳光誠及要求中國大陸釋放維權人士的標句

在遊行前的過去數月，澳門政府就政制發展進行諮詢，但過程備受爭議，大部份居民均不清楚有關諮詢詳情；而政府宣稱增加間選、委任各兩席的方案是「主流意見」，引起民主派強烈不滿；這促成了4月22日民主起動和扎鐵工會等團體遊行抗議，而新澳門學社同一天更發起公眾投票，以證明該方案並非主流意見。
另一方面，維澳蓮運和友誼大橋行車安全的問題一直備受關注，但至遊行前仍未見得有明顯改善，在遊行前夕仍屢屢發生與之有關的嚴重意外，政府至遊行前一天才表示會研究改善方案。
再者，不少在往年遊行所表達的訴求（諸如利益輸送、置業困難、中國大陸超齡子女團聚等社會問題）至是次遊行時均未得到完滿解決，也促成了遊行的原因。

### 參與團體
是次遊行分別有五個團體發起，包括澳門青年動力、新澳門扎鐵聯合會、澳門家庭團聚聯合會、澳門工人民生力量聯合工會與兩名澳門居民。
另外，澳門傳媒工作者協會在互聯網發起一個名為「黑衣行動」，呼籲傳媒工作者自願性參加，遊行時均穿著黑色衣飾以表達不滿澳門媒體作新聞自我審查、新聞稿被抽起不報或選擇性地報道澳門當局政策有利的報道。亦有部份關注生態環境的青年在遊行前發起網上簽名，要求關注生態保育。

### 遊行路線
各發起團體自4月中起分別向治安警察局提交遊行路線方案，各團的起步點都有不同，分別於永寧廣場（青年動力）、祐漢公園（新澳門扎鐵聯合會）和三角花園（工人民生力量聯合工會及其他），而終點均在澳門政府總部或其附近。其中青年動力提出要求取道高士德大馬路，但警方以高士德交通繁忙為由拒絕，並修改其路線途經美副將大馬路，而青年動力書面同意了有關修改。而其他團體的路線均有被修改，但新澳門扎鐵聯合會及兩名居民均書面不同意，祇口頭表示將按當局安排的路線；餘下的團體均書面接受有關修訂。

### 香港記者被拒入境
香港《南華早報》攝影記者王智強在5月1日上午10時許前往氹仔臨時客運碼頭入境澳門，隨後被澳門出入境事務廳職員帶到房間查問，此後當局認為他是次到澳門是「從事危害澳門公眾安全或公共秩序之活動」，引用《內部保安綱要法》第17條第四項拒絕他入境。王智強在中午被警員押送上船隻後返回香港。

## 遊行訴求

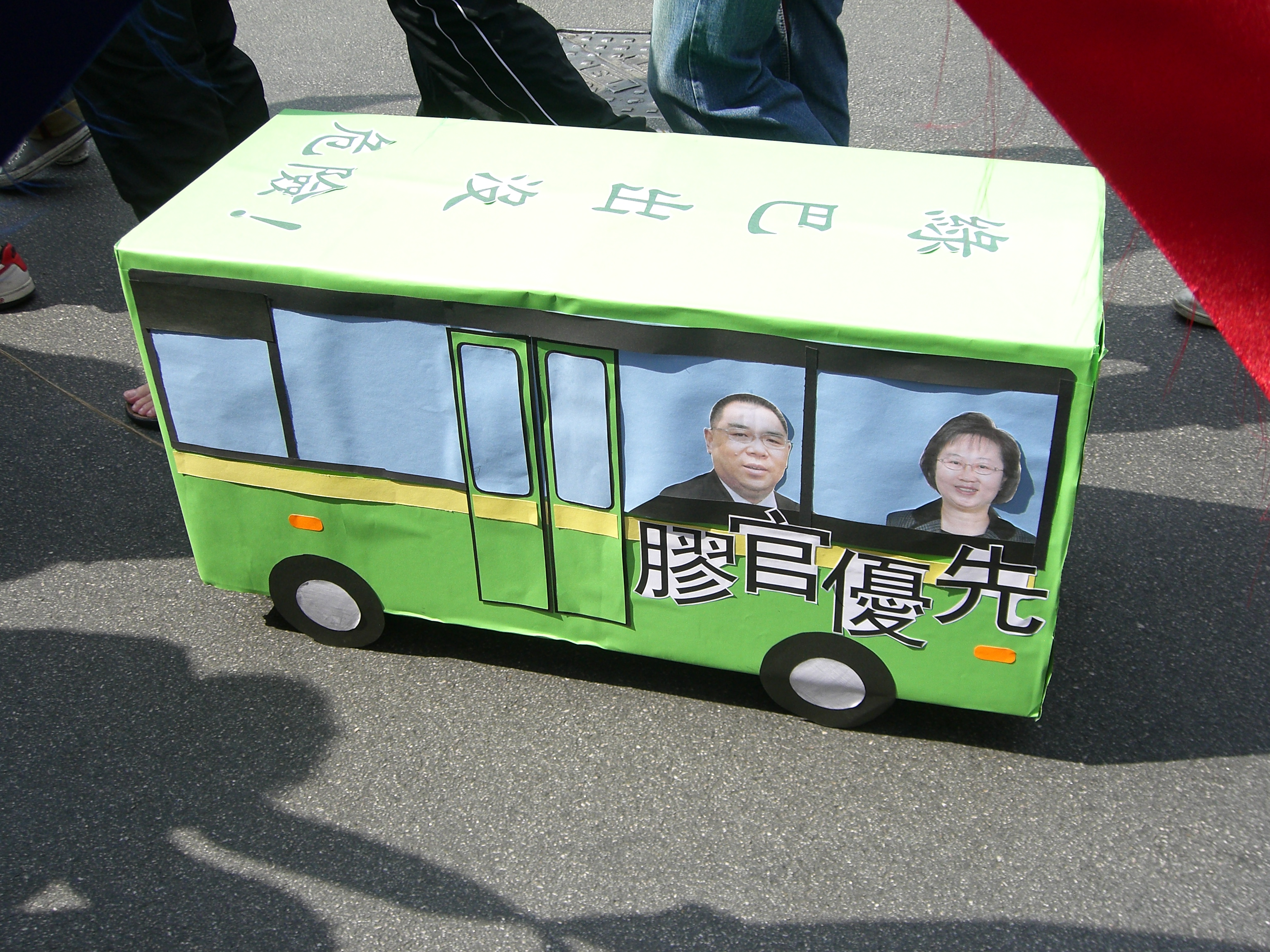
有遊行人士自製巴士紙盒模型，要求澳門交通事務局局長汪雲下台

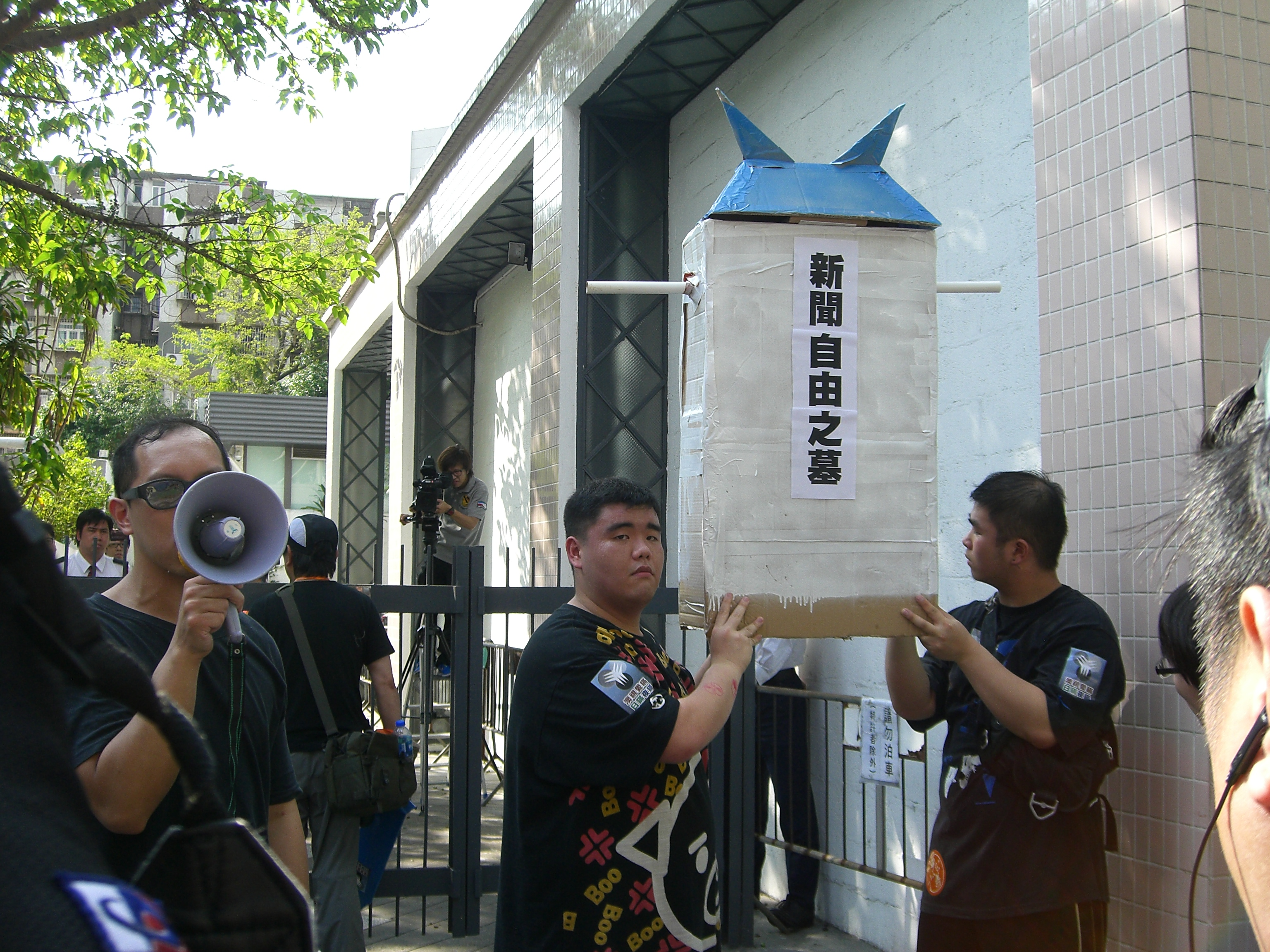
有示威人士把預先製作的「新聞自由之墓」模型交給澳廣視

這次遊行各團體分別有各種不同的訴求和不滿，包括有：
- 爭取普選立法會和行政長官，不滿政府提出立法會間選及委任各增加兩個議席，並要求直選議席增加至少三至四席、間選減少三至四席、廢除委任議席，以令直選過半，反(例:2+2+100)主流方案。
- 要求政府以更嚴厲的力度打擊貪污與官商勾結、利益輸送，並公開賣地資料；賤價批地予以大財團用作商業項目，官員從中污取利等；
- 要求政府改善本地勞工就業問題及打擊非法勞工問題；
- 要求澳門行政法務司司長陳麗敏、澳門交通事務局局長汪雲、澳門房屋局局長譚光民下台；
- 不滿2012年起實施的《控煙法》的執行範圍並未包括賭場，未能保障博企員工的健康；
- 不滿炒風熾熱而導致樓價飇升，居民無法置業安居；並要求盡快重新啟動經濟房屋的登記；
- 要求「萬九公屋」進度加快；
- 不滿交通混亂，車輛過多引致塞車和泊車問題長久困擾民生；
- 要求改善電單車過橋安全問題及開放西灣大橋下層管道；
- 不滿維澳蓮運的服務質素差劣以致經常發生意外，同時不滿交通事務局對三間巴士公司服務進行包庇；
- 不滿交通事務局對的士牌照作出過分強逼、限制的士車型和緊縮購買時間；
- 不滿交通事務局的整體運輸政策；
- 不滿澳廣視及個別傳媒機構作新聞自我審查；
- 不滿澳廣視「河蟹」(限制言論自由)；
- 不滿運輸工務司司長劉仕堯的輕軋在澳門半島的路線設計；
- 不滿澳門電訊上網服務的收費過高及網路速度不合理；
- 不滿中國人仕(全國人大代表除外)干擾澳門政府的日常生活；
- 要求中國大陸釋放維權人士和異見人士，聲援大陸維權律師陳光誠；
- 不滿將交通安全資訊中心在望德聖母灣鷺鳥林上興建，要求保育鷺鳥生態；
- 不滿發展商在青洲坊的拆遷手法和政府遷走三家村居民的處理方法。

- 附:不滿假政改及諮詢佔85.274%

## 遊行經過

### 新澳門扎鐵聯合會
新澳門扎鐵聯合會於中午12時在祐漢公園集合，兩個半小時後出發，途經馬場海邊馬路、慕拉士大馬路、俾利喇街、美副將大馬路、二龍喉、水坑尾街、約翰四世大馬路、蘇亞利斯博士大馬路，最後在澳門政府總部遞信。

### 其他勞工團體
澳門工人民生力量聯合工會於上午10時至下午1時間在三角花園集合，2時至3時之間出發，途經拱形馬路、罅些喇提督大馬路、美副將大馬路，此後與新澳門扎鐵聯合會的路線大致一樣，期間由兩名澳門居民發起的團體曾在友誼廣場短暫停留；各團體最後在澳門政府總部遞信。當中澳門工人民生力量聯合工會再返回友誼廣場後和平散去。

### 澳門家庭團聚聯合會

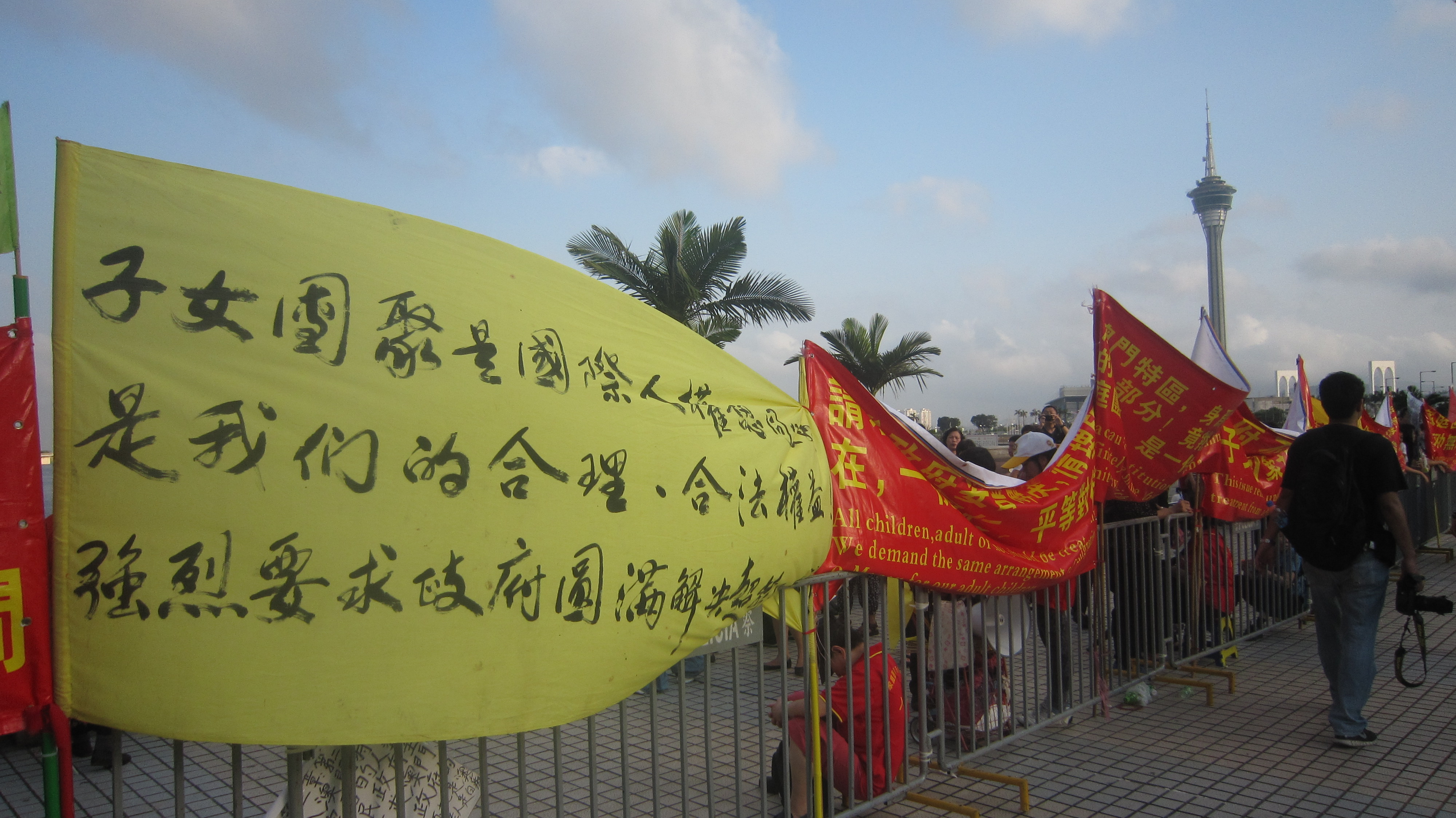
澳門家庭團聚聯合會在政府總部對面集會

澳門家庭團聚聯合會的集合時間、出發時間及路線與其他勞工團體的相約，惟不同的是這個超過500人的遊行隊伍在遊行到水坑尾街後轉到南灣大馬路、羅理基博士大馬路，並在何賢公園停留，期間團聚會的代表到中央人民政府駐澳門特別行政區聯絡辦公室遞信，再反方向返回水坑尾街繼續原程至澳門政府總部遞信。

### 澳門青年動力

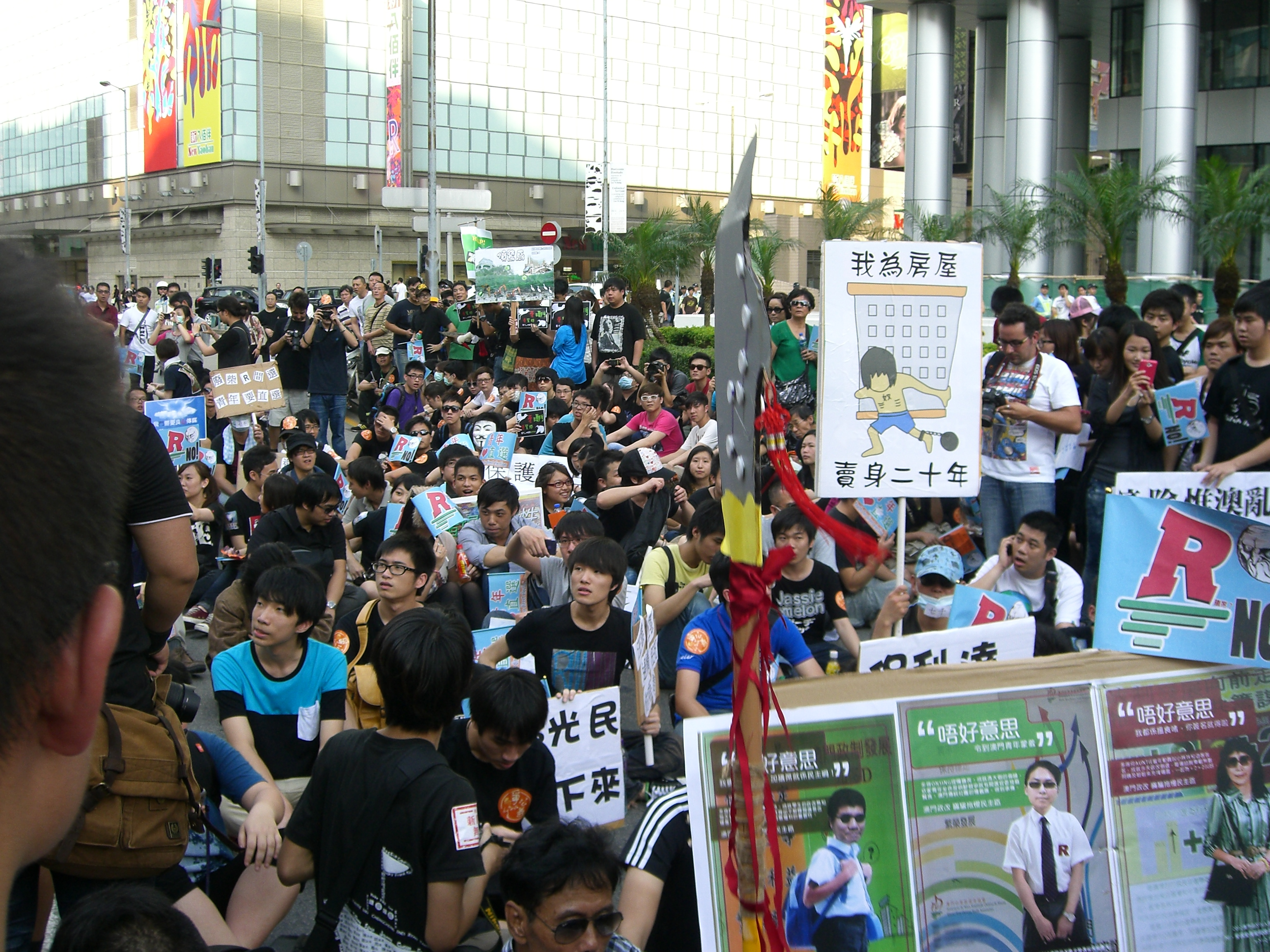
僵持期間，遊行人士靜坐在馬路上要求警方讓路

澳門青年動力於下午1時在永寧廣場集合，並於下午3時出發，而「黑衣行動」等個別組織的遊行隊伍亦參與其中。為數約三百人的遊行隊伍途經祐漢公園、馬場海邊馬路、慕拉士大馬路、俾利喇街，並於澳廣視門前停留，進行儀式「悼念」新聞自由已死，並將一份紙製墓碑交至澳廣視；之後再沿美副將大馬路、二龍喉、水坑尾街、約翰四世大馬路、蘇亞利斯博士大馬路，期間曾經在治安警察局交通廳、澳門中華新青年協會辦事處、公共行政大樓作短暫停留，並示意對有關機構和部門的不滿。當遊行至南灣湖景大馬路時，警方要求團體在行人道上繼續行程，此舉引致遊行人士不滿，一度在馬路上靜坐並要求在馬路上遊行，並要求與治安警察局局長李小平對話 。澳門警方代表與澳門青年動力兩名代表及澳門立法會議員陳偉智商議後，警方曾一度口頭拒絕有關要求，但最終開放兩條行車線讓遊行人士通過。關注鷺鳥生態的團體和離島的三家村居民等代表到澳門政府總部遞信，而澳門青年動力繼續遊行至南灣湖水上活動中心後舉行簽名及許願集會。

## 事件表態

### 澳門警方

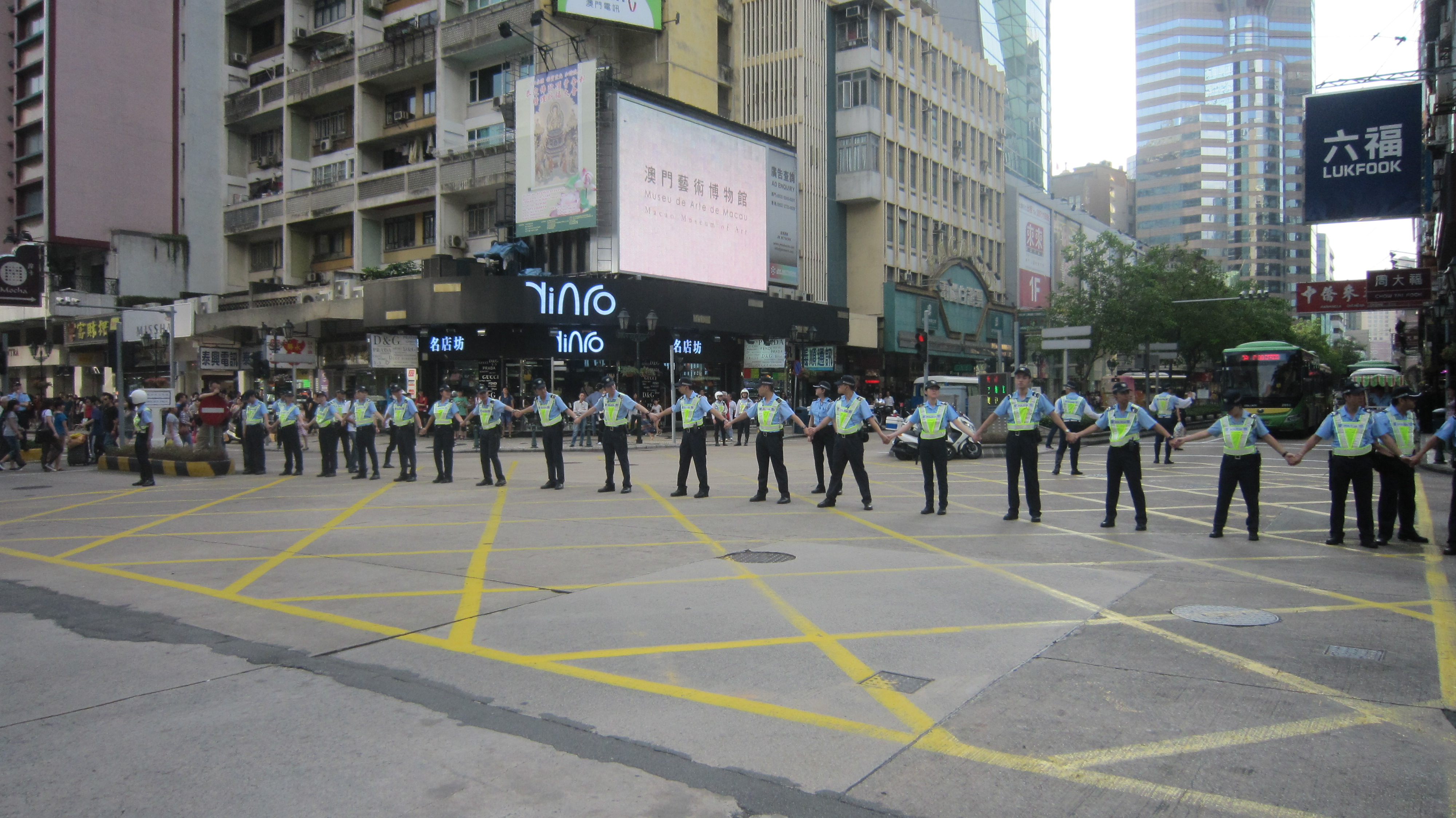
當遊行人士途經約翰四世大馬路與殷皇子大馬路交界處時，澳門警方築起人链以防止衝入中區

治安警察局公共關係副警司王超文表示是日共有1400人參與5個不同團體的遊行，並表示各遊行隊伍均和平地進行，但對於澳門青年動力的隊伍一度要求當局更改遊行路線，而局方也最後作出讓步，但表示當局在尊重該團體的示威權利外，也需要顧及社會各方面的權利，並認有關行為影響交通；至於被問及有香港記者被拒入境一事，王超文以「個別個案」為由拒絕評論。

### 傳媒
香港記者協會副主席孔雪儀與香港攝影記者協會對於澳門當局拒絕王智強入境均分別表示非常驚訝和遺憾，前者並質疑入境採訪何故會危害澳門社會，希望澳門當局解釋，更要求香港特區政府就事件向澳門特區政府進行交涉；而後者促請澳門特區政府尊重新聞自由與不要無理地限制香港記者出入澳門。
《南華早報》在遊行完結後當晚發表聲明認為澳門當局做法和回應都為荒謬，認為其違反《澳門基本法》賦予應有的新聞自由權利，要求有關當局求解釋清楚。澳門傳媒工作者協會也表示當局須作出合理交代。

### 學者
澳門大學政治學副教授仇國平表示有澳門居民發現雖然當局進行現金分享計劃無助當局施政，以及在政制改革諮詢引起胡亂(只讓社團及商人發言)情況，是導致居民上街遊行的主因。

### 民間
對於一群青年出來遊行，有較老的居民認為現時的青年對政治較以往熱誠，已一改以往澳門人對政治的莫不關心，也認為一些新興社團的建立也帶動了青年對澳門政治的興趣。

### 遊行團體
澳門青年動力在遊行期間一度與警方僵持，有關團體認為警方沒有保障市民和遊行人士的安全，也未確保遊行能夠順利地進行。警方放行後更曾表示不對任何可能出現的事故負責，他們認為澳門警方此舉推卸責任、等同失職。